# Fed Cup 1997
La Fed Cup 1997 è stata la 35ª edizione del più importante torneo tennistico per nazionali femminili. Hanno partecipato alla competizione 96 nazionali. La finale si è giocata dal 4 al 5 ottobre al Brabant Hall di 's-Hertogenbosch nei Paesi Bassi ed è stata vinta dalla Francia che ha battuto i Paesi Bassi.

## World Group I
| Squadre partecipanti | Squadre partecipanti | Squadre partecipanti | Squadre partecipanti |
| Belgio               | Rep. Ceca            | Francia              | Germania             |
| Giappone             | Paesi Bassi          | Spagna               | Stati Uniti          |
| -------------------- | -------------------- | -------------------- | -------------------- |

### Tabellone
|  | Quarti di finale | Quarti di finale | Quarti di finale |             |             | Semifinali | Semifinali | Semifinali |  |  | Finale | Finale | Finale |  |
|  |                  |                  |                  |             |             |            |            |            |  |  |        |        |        |  |
|  | 1                | Stati Uniti      | 2                |             |             |            |            |            |  |  |        |        |        |  |
|  | 1                | Stati Uniti      | 2                |             |             |            |            |            |  |  |        |        |        |  |
|  |                  | Paesi Bassi      | 3                |             |             |            |            |            |  |  |        |        |        |  |
|  |                  | Paesi Bassi      | 3                | Paesi Bassi | Paesi Bassi | 3          |            |            |  |  |        |        |        |  |
|  |                  |                  |                  | Paesi Bassi | Paesi Bassi | 3          |            |            |  |  |        |        |        |  |
|  |                  |                  | Rep. Ceca        | Rep. Ceca   | 2           |            |            |            |  |  |        |        |        |  |
|  | 3                | Rep. Ceca        | Rep. Ceca        | Rep. Ceca   | 2           | 3          |            |            |  |  |        |        |        |  |
|  | 3                | Rep. Ceca        |                  |             |             |            |            |            |  |  |        |        |        |  |
|  |                  | Germania         | 2                |             |             |            |            |            |  |  |        |        |        |  |
|  |                  | Germania         | 2                | Paesi Bassi | Paesi Bassi | 1          |            |            |  |  |        |        |        |  |
|  |                  |                  |                  |             |             |            |            |            |  |  |        |        |        |  |
|  |                  |                  | Francia          | Francia     | 4           |            |            |            |  |  |        |        |        |  |
|  |                  | Francia          | Francia          | Francia     | 4           | 4          |            |            |  |  |        |        |        |  |
|  |                  |                  |                  |             |             | 4          |            |            |  |  |        |        |        |  |
|  | 4                | Giappone         | 1                |             |             |            |            |            |  |  |        |        |        |  |
|  | 4                | Giappone         | 1                |             | Francia     | Francia    | 3          |            |  |  |        |        |        |  |
|  |                  |                  |                  |             | Francia     | Francia    | 3          |            |  |  |        |        |        |  |
|  |                  |                  | Belgio           | Belgio      | 2           |            |            |            |  |  |        |        |        |  |
|  |                  | Belgio           | Belgio           | Belgio      | 2           | 5          |            |            |  |  |        |        |        |  |
|  |                  |                  |                  |             |             | 5          |            |            |  |  |        |        |        |  |
|  | 2                | Spagna           | 0                |             |             |            |            |            |  |  |        |        |        |  |

### Finale
| Paesi Bassi 1 | Brabant Hall, 's-Hertogenbosch, Paesi Bassi 4 ottobre - 5 ottobre 1997 Sintetico indoor | Brabant Hall, 's-Hertogenbosch, Paesi Bassi 4 ottobre - 5 ottobre 1997 Sintetico indoor | Francia 4 |     |     |  |
| \| \| \| \| 1 \| 2 \| 3 \| \| \| - \| \| ----------------------------------------------------------------- \| --- \| --- \| --- \| \| \| 1 \| \| Brenda Schultz Sandrine Testud \| 4 6 \| 6 4 \| 3 6 \| \| \| 2 \| \| Miriam Oremans Mary Pierce \| 4 6 \| 1 6 \| \| \| \| 3 \| \| Brenda Schultz Mary Pierce \| 4 6 \| 6 3 \| 6 4 \| \| \| 4 \| \| Miriam Oremans Sandrine Testud \| 6 0 \| 3 6 \| 3 6 \| \| \| 5 \| \| Manon Bollegraf / Caroline Vis Alexandra Fusai / Nathalie Tauziat \| 3 6 \| 4 6 \| \| \| |                                                                                         |                                                                                         |           |     |     |  |
| |                                                                                         |                                                                                         | 1         | 2   | 3   |  |
| 1 | Paesi Bassi (bandiera) · Francia (bandiera)                                             | Brenda Schultz Sandrine Testud                                                          | 4 6       | 6 4 | 3 6 |  |
| 2 | Paesi Bassi (bandiera) · Francia (bandiera)                                             | Miriam Oremans Mary Pierce                                                              | 4 6       | 1 6 |     |  |
| 3 | Paesi Bassi (bandiera) · Francia (bandiera)                                             | Brenda Schultz Mary Pierce                                                              | 4 6       | 6 3 | 6 4 |  |
| 4 | Paesi Bassi (bandiera) · Francia (bandiera)                                             | Miriam Oremans Sandrine Testud                                                          | 6 0       | 3 6 | 3 6 |  |
| 5 | Paesi Bassi (bandiera) · Francia (bandiera)                                             | Manon Bollegraf / Caroline Vis Alexandra Fusai / Nathalie Tauziat                       | 3 6       | 4 6 |     |  |

## World Group I Play-offs
Data: 12-13 luglio
| Località (superficie)               | Squadra Ospitante | Punteggio | Squadra Ospite |
| ----------------------------------- | ----------------- | --------- | -------------- |
| Zurigo, Svizzera (Sintetico indoor) | Svizzera          | 5-0       | Argentina      |
| Francoforte, Germania (Sintetico)   | Germania          | 3-2       | Croazia        |
| Chestnut Hill, USA (Cemento)        | Stati Uniti       | 5-0       | Giappone       |
| Hope Island, Australia (Cemento)    | Australia         | 2-3       | Spagna         |

- Svizzera promossa al World Group I della Fed Cup 1998.
- Germania, Spagna e Stati Uniti rimangono in World Group I della Fed Cup 1998.
- Argentina, Australia e Croazia rimangono in World Group II della Fed Cup 1998.
- Giappone retrocessa al World Group II della Fed Cup 1998.

## World Group II
Date: 1-2 marzo
| Località (superficie)                 | Squadra Ospitante | Punteggio | Squadra Ospite |
| ------------------------------------- | ----------------- | --------- | -------------- |
| Zagabria, Croazia (Cemento indoor)    | Croazia           | 4-1       | Austria        |
| Košice, Slovacchia (Sintetico indoor) | Slovacchia        | 2-3       | Svizzera       |
| Seul, Corea del Sud (Cemento)         | Corea del Sud     | 1-4       | Argentina      |
| Durban, Sudafrica (Cemento)           | Sudafrica         | 2-3       | Australia      |

- Argentina, Australia, Croazia e Svizzera avanzano al World Group I Play-offs.
- Austria, Slovacchia, Sudafrica e Corea del Sud giocano il World Group II Play-offs.

## World Group II Play-offs
Date: 12-13 luglio
| Località (superficie)          | Squadra Ospitante | Punteggio | Squadra Ospite |
| ------------------------------ | ----------------- | --------- | -------------- |
| Pörtschach, Austria (Terra)    | Austria           | 3-2       | Sudafrica      |
| Bratislava, Slovacchia (Terra) | Slovacchia        | 5-0       | Canada         |
| Giacarta, Indonesia (Terra)    | Indonesia         | 0-5       | Italia         |
| Seul, Corea del Sud (Terra)    | Corea del Sud     | 1-4       | Russia         |

- Italia e Russia promosse al World Group II della Fed Cup 1998.
- Austria e Slovacchia rimangono in World Group II della Fed Cup 1998.
- Canada (AMN) ed Indonesia (AO) rimangono nel Gruppo I Zonale della Fed Cup 1998.
- Sudafrica (EPA) e Corea del Sud (AO) retrocesse al Gruppo I Zonale della Fed Cup 1998.

## Zona Americana

### Gruppo I
Squadre partecipanti
- Brasile
- Canada — promossa al World Group II Play-offs
- Cile
- Colombia
- Ecuador
- Messico — retrocessa nel Gruppo II della Fed Cup 1998
- Perù
- Porto Rico — retrocessa nel Gruppo II della Fed Cup 1998
- Venezuela

### Gruppo II
Squadre partecipanti
- Antigua e Barbuda
- Bahamas
- Barbados
- Bermuda
- Bolivia
- Costa Rica
- Cuba
- Rep. Dominicana
- El Salvador
- Guatemala
- Giamaica
- Panama
- Paraguay — promossa al Gruppo I della Fed Cup 1998
- Trinidad e Tobago
- Uruguay — promossa al Gruppo I della Fed Cup 1998

## Zona Asia/Oceania

### Gruppo I
Squadre partecipanti
- Cina
- Taipei cinese
- Hong Kong
- India — retrocessa nel Gruppo II della Fed Cup 1998
- Indonesia — promossa al World Group II Play-offs
- Kazakistan — retrocessa nel Gruppo II della Fed Cup 1998
- Nuova Zelanda
- Thailandia

### Gruppo II
Squadre partecipanti
- Malaysia
- Oceania Pacifica
- Pakistan
- Filippine — promossa al Gruppo I della Fed Cup 1998
- Singapore
- Sri Lanka
- Siria
- Uzbekistan — promossa al Gruppo I della Fed Cup 1998

## Zona Europea/Africana

### Gruppo I
Squadre partecipanti
- Bielorussia
- Bulgaria
- Finlandia — retrocessa nel Gruppo II della Fed Cup 1998
- Georgia — retrocessa nel Gruppo II della Fed Cup 1998
- Grecia
- Ungheria
- Israele
- Italia — promossa al World Group II Play-offs
- Lettonia
- Polonia
- Romania
- Russia — promossa al World Group II Play-offs
- Slovenia
- Svezia
- Ucraina

### Gruppo II
Squadre partecipanti
- Algeria
- Armenia
- Bosnia ed Erzegovina
- Botswana
- Camerun
- Cipro
- Danimarca
- Egitto
- Estonia
- Etiopia
- Regno Unito — promossa al Gruppo I della Fed Cup 1998
- Irlanda
- Islanda
- Liechtenstein
- Lituania
- Lussemburgo
- Macedonia
- Madagascar — promossa al Gruppo I della Fed Cup 1998
- Malta
- Norvegia
- Portogallo — promossa al Gruppo I della Fed Cup 1998
- San Marino
- Tunisia
- Turchia
- Jugoslavia — promossa al Gruppo I della Fed Cup 1998